# Bucegi

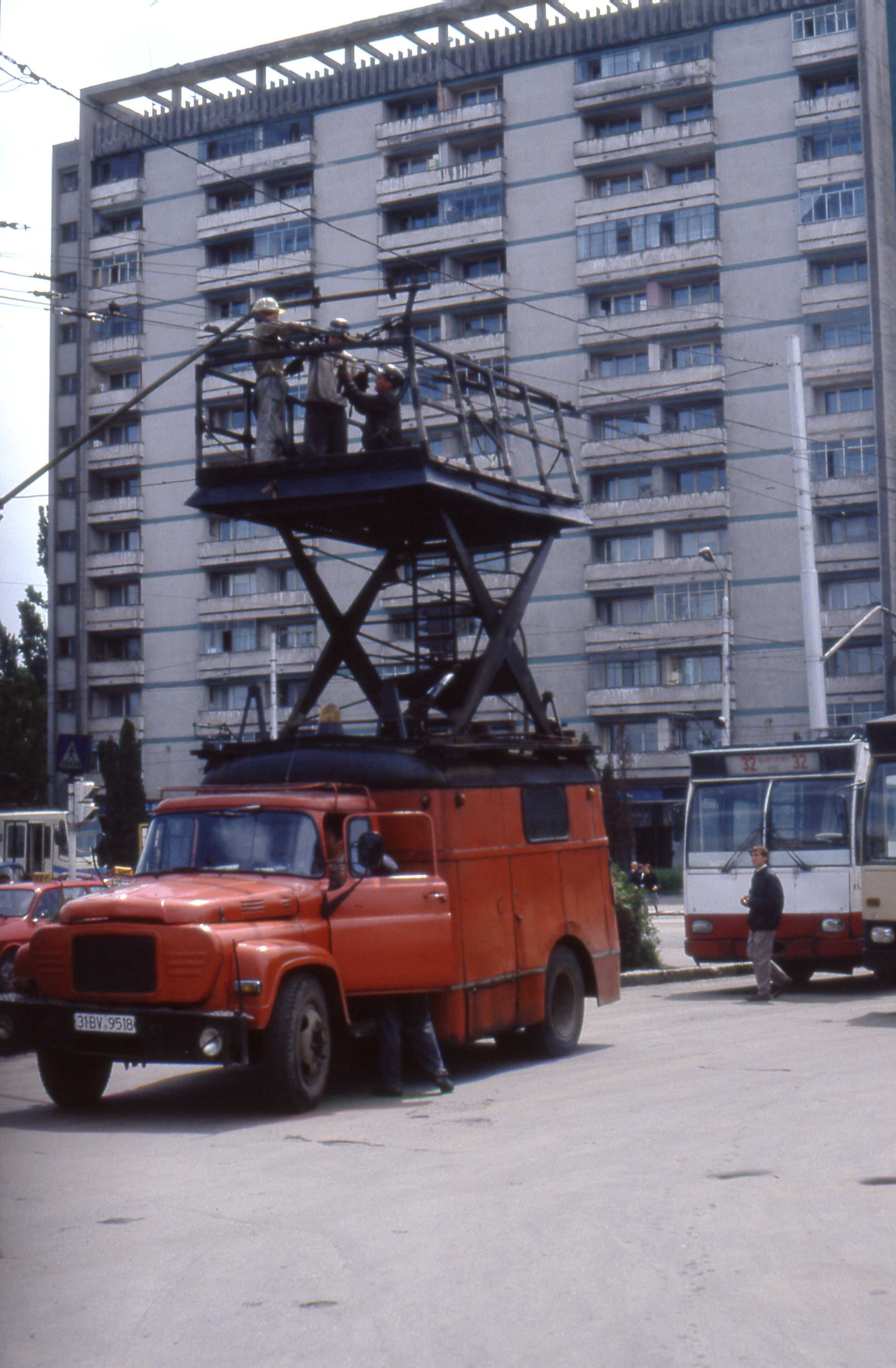
Bucegi SR-114

Bucegi je značka rumunských nákladních automobilů, které tvořily významnou část vozového parku Československa v 60. a 70. letech 20. století. Vyznačovaly se vysokou spotřebou a poruchovostí, a proto byly během dalších let zcela nahrazeny jinými typy vozidel. Nedostatek informací o této značce lze vysvětlit tím, že zmínky v tisku o tomto zjevně chybném rozhodnutí v rámci RVHP byly nežádoucí.
Automobily Bucegi se vyráběly v Brašově, současný název produktů firmy je Roman.